# Љута (притока Шелоња)
Љута (рус. Люта) река је на западу европског дела Руске Федерације. Протиче преко територије Дновског рејона на крајњем истоку Псковске области. Десна је притока реке Шелоњ (притоке језера Иљмењ), те део басена реке Неве, односно Финског залива Балтичког мора.
Дужина водотока је 38 km, а површина сливног подручја 276 km². Протиче источним делоом Дновског рејона, недалеко од границе са Новгородском облашћу. Свој ток започиње код села Федорково, тече у смеру севера и улива се у Шелоњ недалеко од села Горушка. Целим током протиче преко ниског и доста замочвареног подручја и типична је равничарска река са бројним меандрима корита.
Најважнија притока је река Семка (12 km) која се у Љуту улива као лева притока на 18. километру тока.
На њеним обалама налази се укупно 15 села.